# Karl Lund
Karl Fredrik Leonard Lund (født 31. juli 1888 i Helsinki, død 11. december 1942 smst) var en finsk gymnast, som deltog i OL 1912 i Stockholm.
Lund var en del af det finske hold, der stillede op i frit system ved OL 1912. Holdet bestod af tyve gymnaster, og i en tæt konkurrence vandt Norge med 22,85 point, mens Lund og Finland blev nummer to med 21,85 og Danmark nummer tre med 21,25 point.